# Zytoalbuminäre Dissoziation
Die zytoalbuminäre Dissoziation bezeichnet einen medizinischen Untersuchungsbefund des Nervenwassers (Liquor cerebrospinalis). Eine zytoalbuminäre Dissoziation liegt definitionsgemäß bei normaler Zellzahl und gleichzeitig erhöhtem Gesamteiweiß vor. Diese Befundkonstellation findet man beispielsweise beim Guillain-Barré-Syndrom (GBS), bei der chronisch inflammatorischen demyelinisierenden Polyradikuloneuropathie (CIDP) und beim Sperrliquorsyndrom (Nonne-Froin-Syndrom). 
Ursache kann eine Schrankenstörung sein. In diesem Fall wird bei Auftreten einer Gesamteiweißerhöhung ohne andere pathologische Veränderungen auch von einer isolierten Schrankenstörung (Isolated barrier dysfunction, IBD) gesprochen.

## Geschichte
1910 wurde von Nonne und Froin eine proteino-zytologische Dissoziation im Rahmen von so genanntem Sperrliquor beziehungsweise Kompressions- oder Stop-Syndrom unterhalb von Raumforderungen im Spinalkanal beschrieben. Von Guillain, Barré und Strohl wurde 1916 das heute als Guillain-Barré-Syndrom bezeichnete Erkrankungsbild beschrieben. Sie wiesen auf die bei dieser Erkrankung auffällige „dissociation albumino-cytologique“ hin.